# Lasiocephala basalis
Lasiocephala basalis är en nattsländeart som först beskrevs av Friedrich Anton Kolenati 1848.  Lasiocephala basalis ingår i släktet Lasiocephala och familjen kantrörsnattsländor. Inga underarter finns listade i Catalogue of Life.